# J. Berg Verlag
Der J. Berg Verlag ist ein bayerischer Regionalverlag mit Sitz in München. Er gehört zum Verlagshaus GeraNova Bruckmann und publiziert als Imprint des Bruckmann Verlags. Zum Programm gehören Freizeitführer und Bildbände zu Themen aus Bayern, dem Alpenraum sowie den angrenzenden Regionen und Ländern. Seit 2004 ist der J. Berg Verlag in das Bergbuch-Programm des Bruckmann Verlags integriert.

## Geschichte
Der Josef Berg Verlag wurde 1950 in München gegründet. Zunächst publizierte J. Berg ausschließlich Unterhaltungsliteratur. Mit der Herausgabe mehrerer Bücher des Bergsteigers Luis Trenker begann die Erweiterung des Programms um den Bereich Berg-Literatur. Hinzu kamen in den folgenden Jahren zahlreiche Bildbände und Tourenführer, die noch heute zu den Klassikern der alpinen Literatur zählen, wie etwa Hüslers Klettersteigatlas Alpen, der Bildband Zu Fuß über die Alpen von Ludwig Graßler oder der Tourenführer 4000er von Richard Goedeke.
Mitte der 1990er Jahre wurde J. Berg in das Bergbuch-Programm des Bruckmann Verlags integriert. Seit 2004 publiziert J. Berg als Imprint des Bruckmann Verlags wieder unter eigenem Namen Bücher zu Themen aus Bayern, dem Alpenraum und den angrenzenden Regionen, darunter vor allem Freizeit- und Wanderführer für die ganze Familie.